# 루피 (래퍼)
루피(Loopy, 본명: 이진용, 1987년 9월 9일 ~ )는 대한민국의 래퍼이며, UNWANTEDWRLD에 소속되어 있다. 2018년 11월 9일, 《쇼미더머니 777》에서 준우승했다. 한국힙합에서 유니크함과 트렌디함을 논할때 빼놓을 수 없는 아티스트이다.

## 음반 목록

### EP
- 2017년 3월 4일 - ICE Tape A
- 2017년 4월 26일 - ICE
- 2018년 2월 7일 - QUESTIONS

### 싱글
- 2016년 3월 8일 - Goyard
- 2016년 9월 9일 - Rrrr
- 2017년 7월 26일 - 인터넷 전쟁
- 2017년 12월 31일 - Molla
- 2018년 2월 14일 - Rough World
- 2018년 7월 5일 - KING LOOPY
- 2018년 11월 26일 - I Know Myself
- 2019년 4월 27일 - NBA
- 2019년 5월 9일 - Broken Hurt (Remix) (Feat. Niahn)